# Nowy Korczyn (gmina)
Nowy Korczyn – gmina miejsko-wiejska, w powiecie buskim, w województwie świętokrzyskim, przy granicy z województwem małopolskim. W latach 1975–1998 gmina położona była w województwie kieleckim.
Gmina zajmuje obszar 116,67 km² i na koniec 2010 r. liczyła 6216 mieszkańców. Natomiast według danych z 31 grudnia 2017 roku gminę zamieszkiwało 5989 osób.
Siedzibą gminy jest Nowy Korczyn.

## Struktura powierzchni
Według stanu na 1 stycznia 2011 r. powierzchnia gminy wynosi 116,67 km². W 2007 r. 83% obszaru gminy stanowiły użytki rolne, a 8% – użytki leśne.

## Demografia

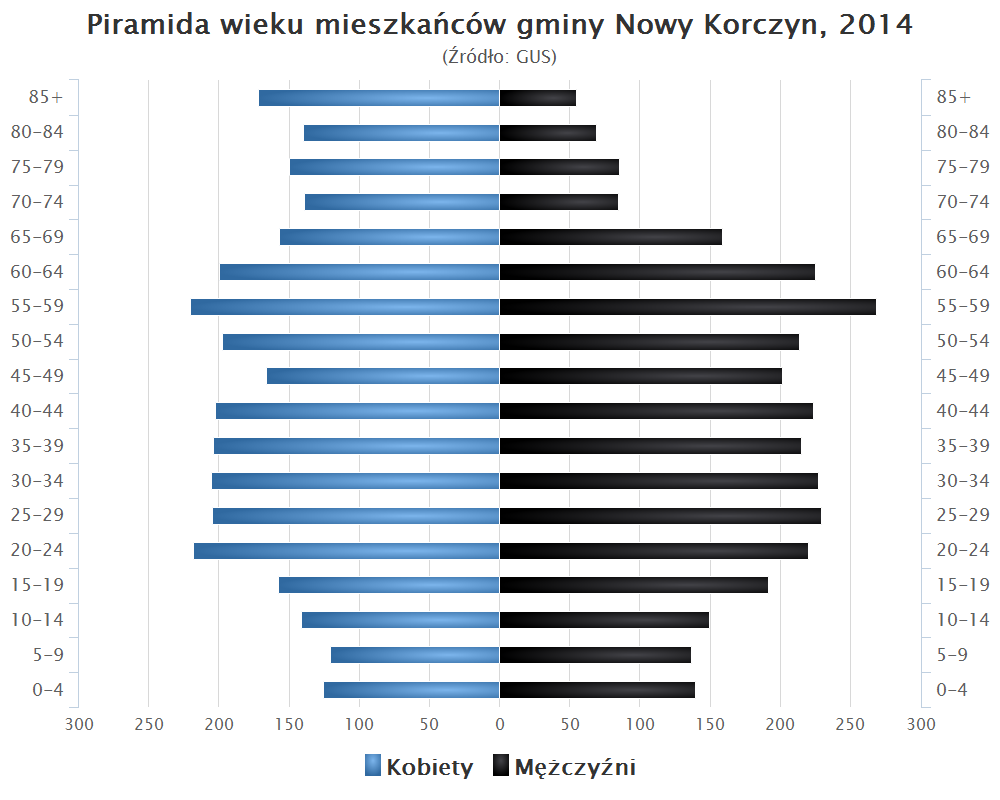
Piramida wieku mieszkańców gminy Nowy Korczyn w 2014 roku

Dane z 31 grudnia 2017 roku.
| Opis                              | Ogółem | Ogółem | Kobiety | Kobiety | Mężczyźni | Mężczyźni |
| --------------------------------- | ------ | ------ | ------- | ------- | --------- | --------- |
| jednostka                         | osób   | %      | osób    | %       | osób      | %         |
| populacja                         | 5 989  | 100    | 3 027   | 50,5    | 2 962     | 49,5      |
| gęstość zaludnienia (mieszk./km²) | 52     | 52     | 27      | 27      | 25        | 25        |

## Sołectwa
Badrzychowice, Błotnowola, Brzostków, Czarkowy, Grotniki Duże, Grotniki Małe, Górnowola, Harmoniny, Kawęczyn, Łęka, Nowy Korczyn, Ostrowce, Parchocin, Pawłów, Piasek Wielki, Podraje, Podzamcze, Rzegocin, Sępichów, Stary Korczyn, Strożyska, Ucisków, Winiary Dolne, Żukowice

## Sąsiednie gminy
Pacanów, Wiślica, Busko-Zdrój, Solec-Zdrój, Opatowiec, Bolesław, Gręboszów, Mędrzechów. 